# ソンブレロ銀河
ソンブレロ銀河（ソンブレロぎんが、M104、NGC 4594）はおとめ座にある銀河である。おとめ座のスピカの約 11° 西に位置する。通称はソンブレロを横から見た姿に似ていることから付けられている。月の約 1/5 の視直径があるが、暗いため肉眼で見ることはできない。
これまでこの銀河は非常に大きなバルジを持つ渦巻銀河だと考えられてきたが、2012年、スピッツァー宇宙望遠鏡による観測結果から、楕円銀河の中に円盤が収まった複雑な構造を持つことが明らかとなった。

## 特徴
M104 はおとめ座にあるが、おとめ座銀河団のメンバーではないと考えられている。この銀河の実直径は50,000光年から140,000光年まで文献によって様々な説がある。ハッブル宇宙望遠鏡によって M104の画像が撮影された際の解説によれば、距離2,800万光年、直径約50,000光年で質量は約8,000億太陽質量とされている。
M104の銀河ハローには大規模な球状星団系が存在する。大きな望遠鏡では少なくとも数百個の球状星団を見ることができる。実際には2,000個以上の球状星団が銀河本体を取り巻いていると考えられている。これは我々の銀河系の球状星団の数よりもはるかに多い。また、最近撮影された高分解能の画像によって、M104の銀河ハローが非常に大きな領域に広がって存在していることが明らかになっている。

## 観測史
1783年5月6日のフランスのピエール・メシャンの手紙にこの天体を発見したことが記されている。M104はメシエカタログの初版の発行後に追加された最初の天体である。シャルル・メシエ自身は 1784年に自分のカタログに手書きでこの天体のことを「非常に淡い星雲である」と追記している。1784年5月9日にはイギリスのウィリアム・ハーシェルが独自に発見している。彼は「微かな拡散した楕円の光芒。角を分ける間隔があり星雲の大部分はその上方にあるのが明瞭である」として暗黒帯の存在を初めて記録した。
1912年にアメリカのヴェスト・スライファーが、M104の光が大きく赤方偏移していることを発見、この時の赤方偏移の量からM104は地球から約1,000km/sの速度で遠ざかっていることが明らかになった。この速度は銀河系の内部に属する他のどんな天体よりも速いものであった。この発見は、M104が銀河系内の星雲ではなく銀河系外の天体であること、また宇宙があらゆる方向に膨張していることを示す最初の手がかりとなった。

## 実際の観測
双眼鏡では明るい中心部と南北にのびた像をみることができる。口径8-10cmの望遠鏡ではソンブレロの形がはっきりとしてくる。暗黒帯を見るためには口径20-30cmの望遠鏡を必要とする。

## ギャラリー

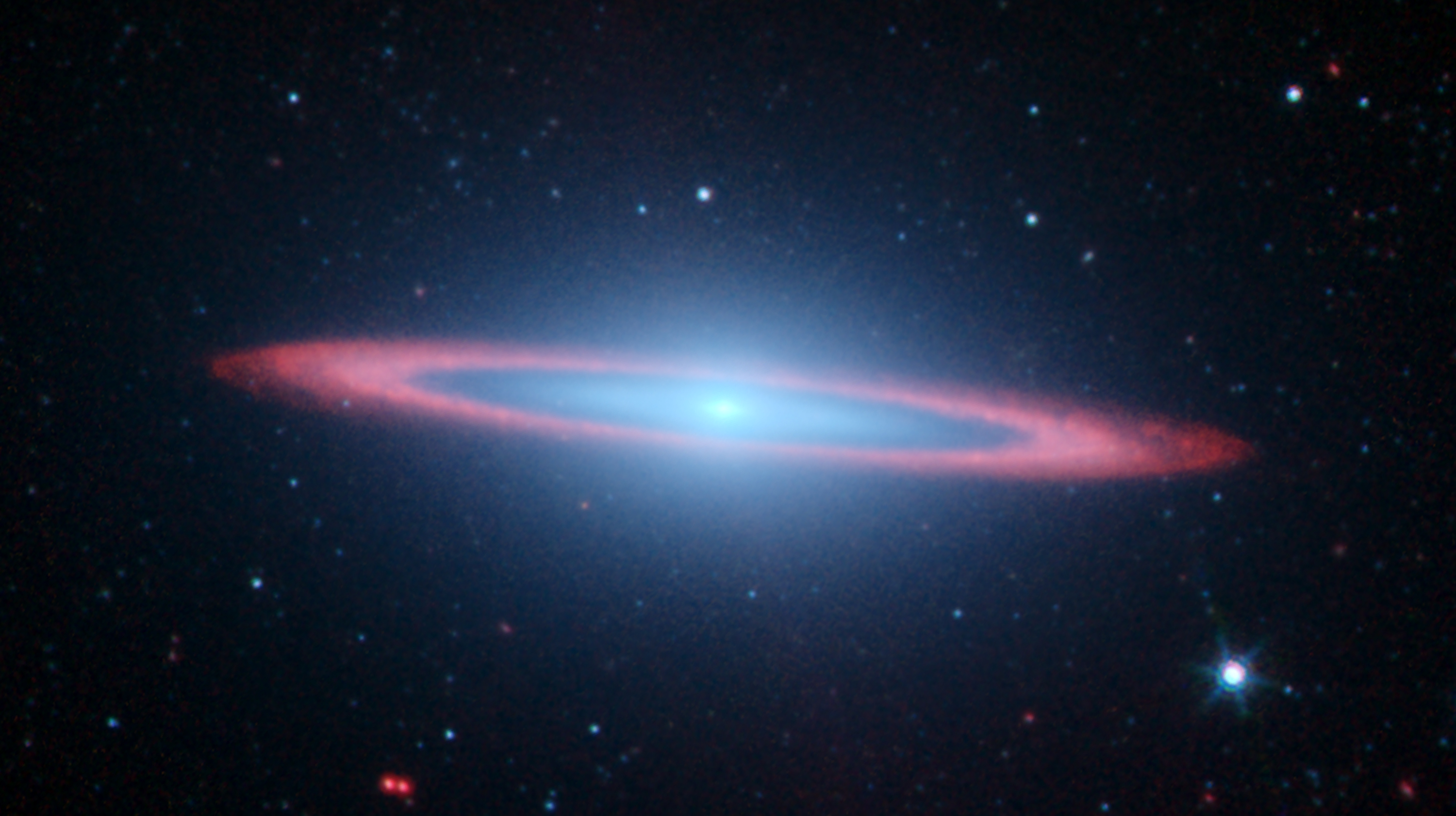
赤外線で観測したソンブレロ銀河